# Sofija Bodnar
Sofija Jurijiwna Bodnar (ukr. Софія Юріївна Боднар; ur. 25 września 1995) – ukraińska zapaśniczka walcząca w stylu wolnym. Zajęła dziesiąte miejsce na mistrzostwach świata w 2018. Piąta w Pucharze Świata w 2019 i szósta w 2017. Mistrzyni Ukrainy w 2017 roku.